# Paul Urbanek
Paul Urbanek (* 15. Juni 1964 in Wien) ist ein österreichischer Jazzpianist und -komponist.

## Leben
Urbanek, Sohn eines Pianisten debütierte 1986 als Jazzpianist.
Als Studiomusiker wirkte er an mehr als 70 Alben mit und arbeitete u. a. mit Harri Stojka, Alegre Corrêa, Izabel Padovani, Kim Dok Soo, Maria Pia De Vito und Bertl Mayer und Gruppen wie The Next Generation of Sound und dem Orchestre National de Jazz zusammen.
Seit 1994 leitet er Paul Urbanek’s Funboard (mit Oliver Gattringer, Patrice Héral und Uwe Urbanovsky). 2001 veröffentlichte er das Album The Hans Koller Concept, auf dem er solistisch eine Klavierbegleitung zu Jahre vorher entstandenen Saxophon-Improvisationen von Hans Koller und Wolfgang Puschnig einspielte. Es erhielt 2001 den Hans-Koller-Preis als Album des Jahres.
Urbanek unterrichtet Jazzklavier und Improvisation auf der JAM MUSIC LAB – Privatuniversität für Jazz und Popularmusik Wien und der Universität für Musik und darstellende Kunst Wien.

## Diskografische Hinweise
- Funboard (Paul Urbanek’s Funboard), 1984
- The Hans Koller Concept, 2000
- The Next Generation of Sound, 2000
- Reverse Composition mit Bertl Mayer, 2002
- The Hans Koller Concept, 2003
- Stream 5 – Hommage to Hans Koller mit Florian Bramböck, Gerald Preinfalk, Klaus Dickbauer, Wolfgang Puschning, Christian Maurer, 2005
- A Matter of Time, 2008  mit Raphael Preuschl und Lukas König (Gäste: Wolfgang Puschnig, Bertl Mayer, Pepe Auer)
- Wolfgang Puschnig, Paul Urbanek, Raphael Preuschl, Lukas König: Homegrown Seeds, 2016
- The Trio – Standards Volume 2, 2024